# (17023) Abbott
(17023) Abbott ist ein Asteroid des Hauptgürtels, der am 7. März 1999 vom australischen Amateurastronomen John Broughton an seiner privaten Sternwarte, dem Reedy-Creek-Observatorium (IAU-Code 428) in Queensland, Australien, entdeckt wurde.
Der Himmelskörper gehört zur Nysa-Gruppe, einer nach (44) Nysa benannten Gruppe von Asteroiden (auch Hertha-Familie genannt nach (135) Hertha).
Der Asteroid wurde am 9. Mai 2001 nach dem US-amerikanischen Schauspieler und Komödiant Bud Abbott (1897–1974) benannt, der zusammen mit seinem Partner Lou Costello das erfolgreiche Komiker-Duo Abbott und Costello bildete.